# Edificio Lamarca Hermanos
El Edificio Lamarca Hermanos es un edificio que fue construido originalmente para la empresa de carruajes de los hermanos Lamarca. Se trata de un edificio concebido para uso mixto (industrial y residencial) de corte neoclásico (frontones y palmetas) y toques modernistas de dos plantas rematado por dos torreones en las esquinas y un enorme rótulo con el nombre comercial de la empresa en el centro. Constituye uno de los raros ejemplos conservados en Madrid de un taller de mediados del siglo XIX, junto con los desaparecidos Real Fábrica de Coches de Lavapiés y taller de carruajes del Paseo de Recoletos.

## Historia

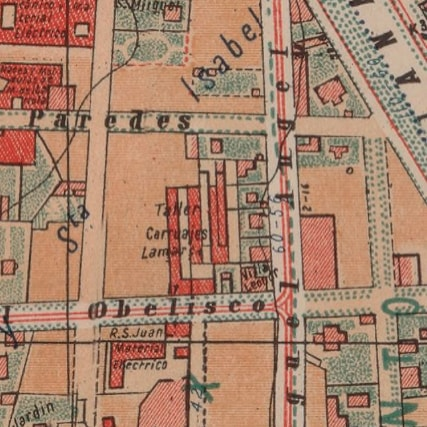
Detalle en el plano de Facundo Cañada de la ubicación de los antiguos talleres (no existen).

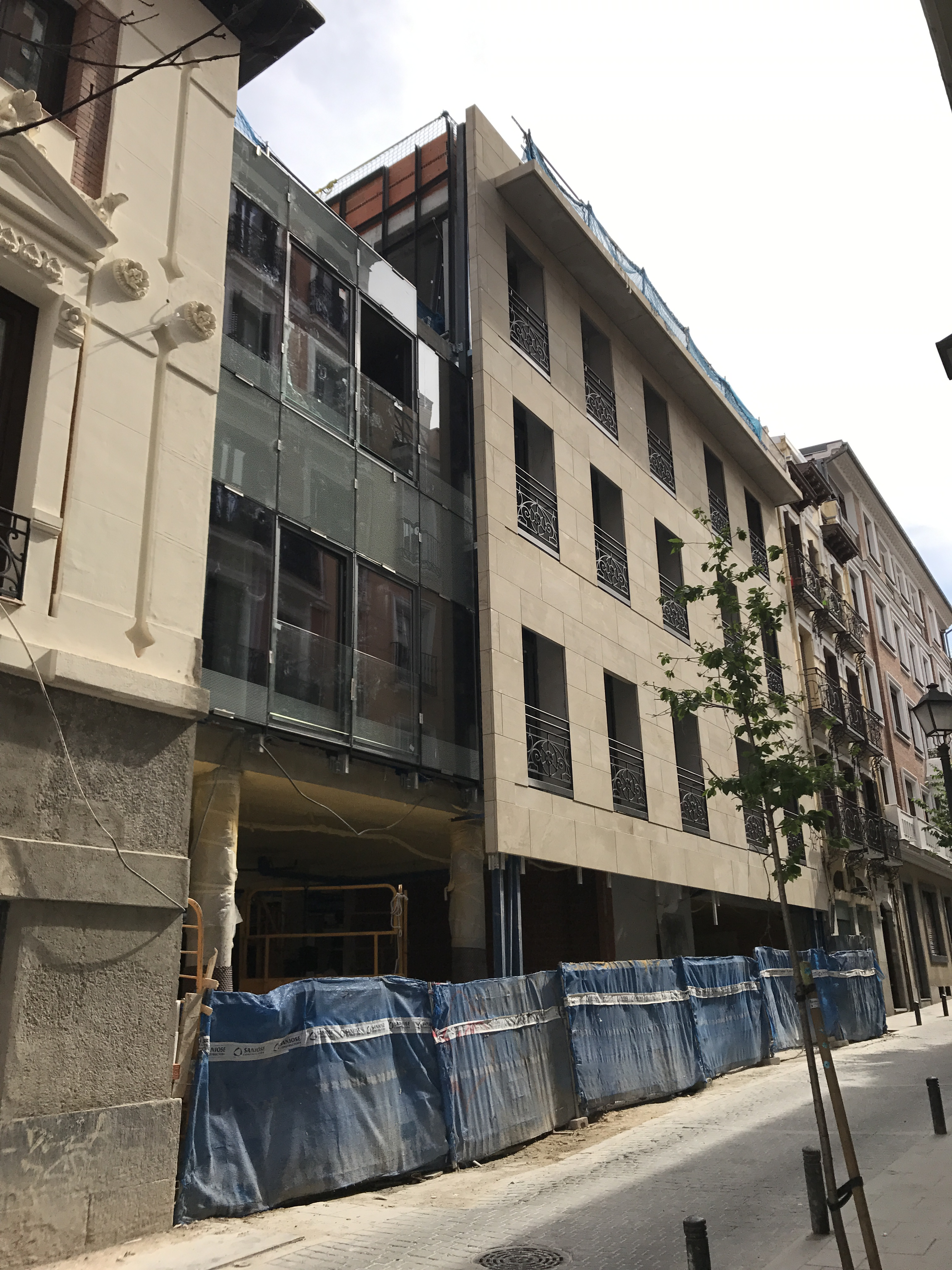
Entrada lateral del nuevo inmueble tras la remodelación.

La empresa Lamarca Hermanos fue fundada en 1840 y desde sus talleres salieron muchos carruajes destinados a la familia real. En 1849, cuando montaron las carrozas del Congreso con piezas traídas de Francia, el diario La Época publicó: «Harto conocido es el crédito de que justamente goza esta casa, una de las primeras de Madrid y de cuyos talleres salen carruajes de paseo de toda índole, desde la charrette de corte inglés, graciosa y ligera, hasta el severo y majestuoso mail coach, pasando por el landó de cinco luces, la berlina, el break y la infinita variedad de tipos que la moda y el capricho inventan». Tal como publicó La Ilustración Nacional en 1897, ese año presentaron “tres elegantísimos carruajes” en la Exposición Nacional de Industria y de las Artes que tuvo lugar en el Palacio de Exposiciones construido en los Altos del Hipódromo –hoy sede del Museo de Ciencias Naturales–.
En el plano de 1900 de Facundo Cañada podemos observar la existencia de un Taller Carruajes Lamarca en el paseo del General Martínez Campos 39, entonces aún llamado paseo del Obelisco. Hoy en día no existe.
Es en 1902, cuando los hermanos Francisco y Joaquín Lamarca le encargaron a Santiago Castellanos la construcción de unas nuevas instalaciones para su fábrica de carruajes. La empresa tenía su sede en la calle Barquillo, esquina Fernando VI. Castellanos construyó un edificio de viviendas para Francisco Lamarca en el número 8 de la calle de Santo Tomé, cuya fachada juega con los colores de los ladrillos para darle mayor vistosidad.
En 2010 fue restaurada la fachada a raíz de un proyecto que pretendía transformarlo en un hotel, pero que posteriormente fue desechado.
En 2011 fue usado como mercadillo de muebles vintage y, en otras ocasiones, como tienda pop up, de carácter temporal y generalmente de ropa. Desde 2015 se está construyendo un proyecto de 26 viviendas de lujo. El nuevo proyecto implica la demolición de los talleres interiores y un nuevo edificio en su lugar de 5.169’4 m², entre los que se crea un patio privado adornado con fuentes, con cuatro plantas de sótano para instalaciones y zonas comunes, incluidas 72 plazas de aparcamiento. Las obras de demolición, iniciadas en junio de 2015, culminaron el mes de octubre. Ha sido descrito como un «ejemplo del proceso de gentrificación de la zona». Los bajos albergan actualmente una tienda de ropa.

## Descripción
La planta baja se distribuía en dos tiendas, un zaguán daba acceso a los talleres situados en la parte posterior y a través de una escalera se accedía a la planta superior. En la planta principal se disponían tres viviendas y otras dos en los pabellones laterales.
La fachada es de estilo moderno, con reminiscencias neoclásicas como sus frontones o palmetas, y sobre todo se aprecia el estilo modernista, vinculado al estilo vienés o de secesión, en la caligrafía del letrero central.